# آلفا رومئو ۱۵۹
آلفارومئو ۱۵۹ (به ایتالیایی: Alfa Romeo 159) خودرویی است که از سال ۲۰۰۵ تا ۲۰۱۱ در ایتالیا تولید شده‌است. طراحی آن موتور جلو، خودرو محور جلو و خودرو چهار چرخ محرک بوده است. سیستم جعبه‌دندهٔ آن ۶ دنده به دو صورت خودکار و دستی است.
همچنین این خودرو مورد تحسین منتقدان از جمله جرمی کلارکسون مجری برنامه تخت گاز است.